# Ferrovia Altstätten-Gais
La ferrovia Altstätten-Gais è una breve ferrovia della Svizzera a scartamento metrico e a cremagliera Strub che fa parte della rete delle Appenzeller Bahnen.

## Storia

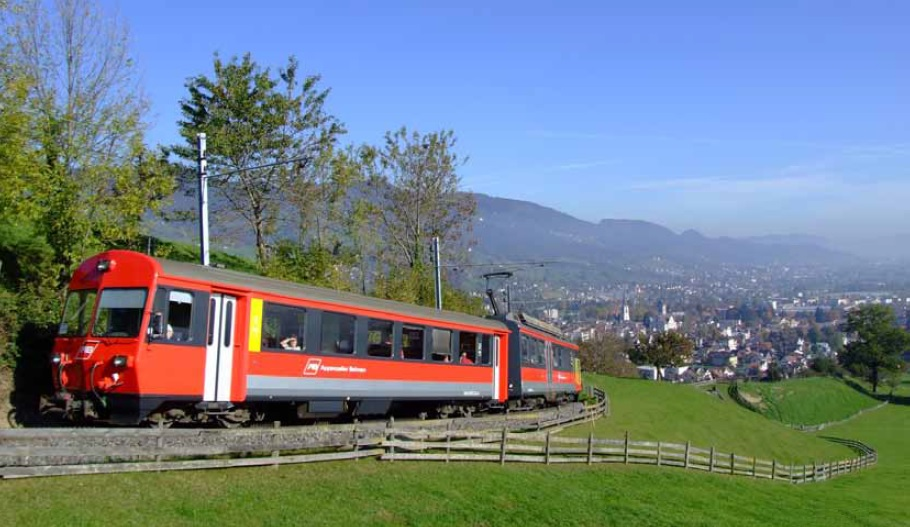
Treno delle Appenzeller Bahnen con rimorchio motrice ABt e automotrice BDeh 4/4 sulla sezione a cremagliera sopra Altstätten in direzione di Gais.

Nel 1909 si costituì la società Elektrische Bahn Altstätten-Gais (AG) per la costruzione e l'esercizio della linea, secondo la concessione federale ottenuta nel 1905.
Il servizio ferroviario sulla linea ebbe inizio il 18 novembre 1911 con l'impiego di tre automotrici del tipo CFe 3/3. La tratta prevedeva tre sezioni cremagliera per un totale di circa 3 km dal lato di Altstätten; la parte restante fino a Gais era invece ad aderenza naturale. Il 26 giugno 1912 si aggiunse un altro breve tratto fino al municipio e alla stazione FFS di Altstätten mediante la tratta urbana della Altstätten-Berneck-Bahn.
Il 29 dicembre 1949 (con effetto retroattivo al 1º gennaio 1948) la Elektrische Bahn St. Gallen-Gais-Appenzell (SGA, concessionaria dell'omonima linea ferroviaria) assorbì la AG (che aveva cambiato ragione sociale nel 1947 in Altstätten-Gais-Bahn), prendendo il nome St. Gallen-Gais-Appenzell-Altstätten-Bahn. I treni circolarono sul tratto cittadino fino alla chiusura definitiva della sezione Altstätten SBB-Altstätten, avvenuta il 31 maggio 1975, in seguito a cui il percorso venne svolto con autobus. Il 1º gennaio 1988 anche questa linea entrò a far parte della rete delle Appenzeller Bahnen.
Oggi la linea è classificata come S24 nella rete celere di San Gallo.

## Caratteristiche
La linea ha lo sviluppo complessivo di 7,65 km, a scartamento metrico e a trazione elettrica a corrente continua a 1500 volt. Parte del percorso è a cremagliera del tipo Strub con pendenza massima del 160 per mille; il percorso ad aderenza naturale invece raggiunge la massima acclività del 52 per mille.

### Percorso
| Unused straight waterway |

| Unknown route-map component "uexHST" |

| Unknown route-map component "uexHST" |

| Unknown route-map component "KBHFxa" |

| Stop on track |

| Stop on track |

| Stop on track |

| Stop on track |

| Stop on track |

| Stop on track |

| Stop on track |

| Unknown route-map component "ABZg+l" |

| Station on track |

| Straight track |